# Изгои (фильм, 2009)
«Изгои» — документальный фильм 2009 года режиссёра Александра Ступникова.

## Содержание фильма
Этот фильм рассказывает о практически неизвестной и замалчиваемой странице истории Беларуси — еврейских партизанских отрядах. В фильме раскрывается уникальное явление для европейского антифашистского движения — история того, как зародились, воевали и выживали еврейские партизанские отряды, как не только нацисты, но и местные жители убивали и преследовали евреев, которые, неожиданно для себя, оказались один на один со смертью, подлостью и несправедливостью.
Фильм построен на воспоминаниях бывших партизан, документальных кадрах уникальной военной хроники, анализе тех событий историками. Этот фильм не о Катастрофе европейского еврейства, когда евреи шаблонно изображаются покорными жертвами, павшими духом. Наоборот, фильм развенчивает миф о том, что «покорные евреи шли на убой, как овцы» и что «евреи — не воины». В фильме евреи показаны обыкновенными людьми, которые зачастую ещё яростнее, чем другие оккупированные народы, сражались и умирали за свою жизнь, честь и свободу.
Режиссёр нашёл в Беларуси, Украине, Литве, Польше и Словакии очевидцев тех событий, и в фильме звучат их рассказы из первых уст. Как оказалось, тема еврейского сопротивления до настоящего времени мало изучена, более того — постоянно, на протяжении десятилетий попросту замалчивалась и вокруг неё образовался настоящий «заговор молчания». Даже в условиях открытого доступа к информации на Западе более чем за полвека о еврейских партизанах никто не снял ни одного фильма, а написанного оказалось очень мало. Сейчас эта тема тоже не является хоть сколько-нибудь популярной. Единственный художественный фильм (Вызов) о еврейском партизанском движении (об отряде братьев Бельских), был снят только в 2008 году в Голливуде.
Вооруженные еврейские отряды в Беларуси были единственными в Европе, которые не только боролись с гитлеровцами, но и помогали пережить войну тем, кто ушёл из гетто и прятался в лесах. На оккупированной территории СССР большинство еврейских партизанских отрядов действовали в Беларуси, в 70 чисто еврейских партизанских отрядах воевало примерно 4 000 человек, а всего в подпольных организациях и нееврейских партизанских отрядах с нацистами боролись от 15 до 20 тысяч евреев.
Особо болезненная тема, поднятая в фильме — антисемитизм в партизанских отрядах. Часто еврейских беженцев не хотели принимать, и совсем не единичными случаями была гибель еврейских партизан от рук не немцев или полицаев, а других партизан.
Режиссёр так сказал о своём фильме: 

Еврейские партизанские отряды — это… мужество тех, кто боролся не только с нацистами, но и со всем миром… Были проблемы и с антисемитизмом, и с другими партизанами… Я спросил бывшего командира еврейского партизанского отряда: «За ваши девяносто лет вы когда-нибудь чувствовали себя свободным в этом мире?» И он ответил мне: «Да. Во времена партизанской борьбы». И добавил, помолчав: «Когда в моем кармане был пистолет…»

## Премии и награды
- Специальный приз «Варшавский феникс» на VII Международном кинофестивале документальных фильмов «Еврейские мотивы» (20-25 апреля 2010 года, Варшава): «За правду о героизме еврейских патриотов в борьбе против нацистских оккупантов»[4][5].

## Интересные факты
- В качестве одного из саундтрэков использована песня «Зог нит кейн мол...» («Не говори, что ты идёшь в последний путь») на иврите. Текст этой песни на идише (זאָג ניט קיינמאל, אז דו גייסט דעם לעצטן וועג) в 1942 году в Вильнюсском гетто написал еврейский поэт Гирш Глик, использовав музыку братьев Покрасс из песни «То не тучи — грозовые облака». Впоследствии «Зог нит кейн мол...» стала гимном еврейских партизан.
- Название фильма пишется «ИзГои». В обычном значении — что еврейские партизаны были изгоями для соседей-неевреев, в том числе и партизан. Но в названии фильма выделен слог «Гои» — как объяснили режиссёру, евреи так называют не только чужих, но, в том числе, и своих соплеменников, ставших чужими, потому что рассчитывали выжить за счёт покорности немцам[6].